# Thomas E. Bramlette
Thomas Elliott Bramlette, född 3 januari 1817 i Cumberland County, Kentucky (i nuvarande Clinton County, Kentucky), död 12 januari 1875 i Louisville, Kentucky, var en amerikansk militär och politiker. Han var Kentuckys guvernör 1863–1867.
Bramlette studerade juridik och inledde 1837 sin karriär som advokat i Louisville. År 1853 kandiderade han till USA:s representanthus för Whigpartiet och förlorade ytterst knappt mot demokraten James Chrisman.
Bramlette deltog i amerikanska inbördeskriget som överste i infanteriet i nordstatsarmén. Efter Whigpartiets upplösning var Bramlette demokrat och tillträdde 1863 guvernörsämbetet. Han var emot värvningen av afroamerikanska trupper och motsatte sig afroamerikanernas medborgerliga rättigheter efter kriget. Bramlette efterträddes 1867 som guvernör av John L. Helm.